# Legge di transizione giuridica e costitutiva della Repubblica
La legge di transizione giuridica e costitutiva della Repubblica (in catalano Llei de transitorietat jurídica i fundacional de la República) era una controversa legge regionale presentata al Parlamento della Catalogna il 28 agosto e approvata dalla maggioranza composta da Insieme per il Sì e Candidatura di Unità Popolare l'8 settembre 2017. L'opposizione ha abbandonato l'aula prima del voto considerando la legge incostituzionale. La legge è stata successivamente dichiarata nulla dal Tribunale costituzionale.

## La legge
A ridosso dell'annunciato referendum sull'indipendenza della Catalogna del 1º ottobre 2017, la maggioranza del parlamento catalano, formata dai gruppi parlamentari Insieme per il Sì e Candidatura di Unità Popolare, ha lavorato insieme al progetto (a partire da una bozza del 29 dicembre 2016), puntando a garantire la sicurezza legale, la successione ordinata delle amministrazioni e la continuità dei servizi pubblici durante l'eventuale processo di transizione da comunità autonoma a Stato.

## Reazioni del governo spagnolo
Contro la legge il Governo della Spagna ha depositato ricorso al Tribunale costituzionale l'11 settembre (nel giorno in cui la Catalogna celebra la diada), il Tribunale ha sospeso la legge il giorno successivo per poi dichiararne la nullità il successivo 8 novembre 2017. Lo stesso giorno è stata dichiarata nulla anche la presunta dichiarazione d'indipendenza.